# Porubská metasekvoje
Porubská metasekvoje je památný strom metasekvoje čínská (Metasequoia glyptostroboides). Opadavý jehličnatý strom s korunou ve tvaru úzké pyramidy se nachází v nadmořské výšce 247,5 m na Náměstí Jana Nerudy v Ostravě-Porubě v Ostravské pánvi v Moravskoslezském kraji. Památným stromem byl vyhlášen v roce 1999 (Číslo v evidenci Magistrátu města Ostravy: 35, Kód ÚSOP: 100161). Jeho stáří se odhaduje na více než 50 let, obvod kmene je cca 3,2 m a výška přes 23 m.

## Další informace
Metasekvoje čínská patří do rostlinné čeledi cypřišovité a pochází z jihovýchodní Asie. Je považovaná za tak zvanou „živoucí fosilii“.

## Galerie

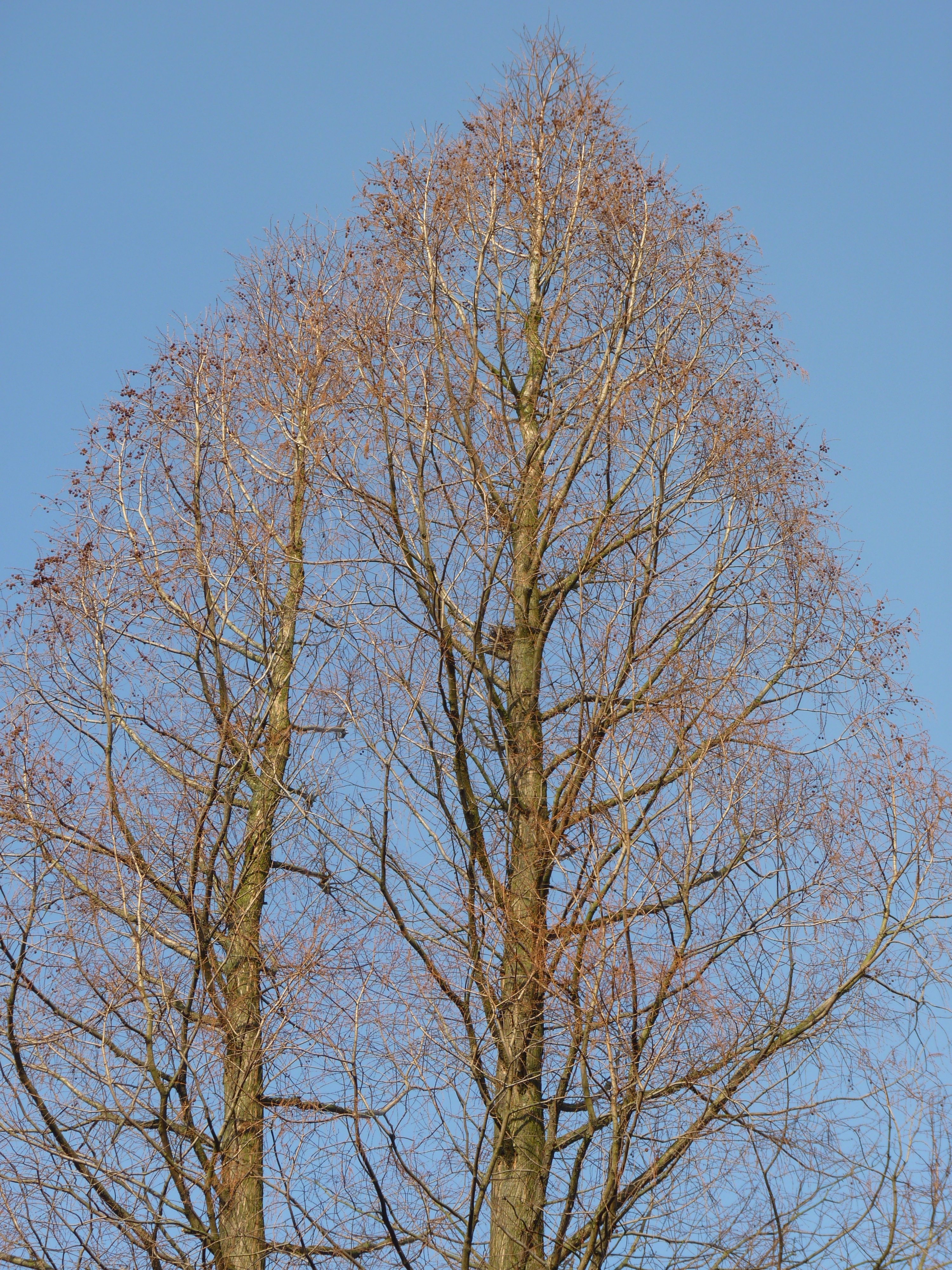
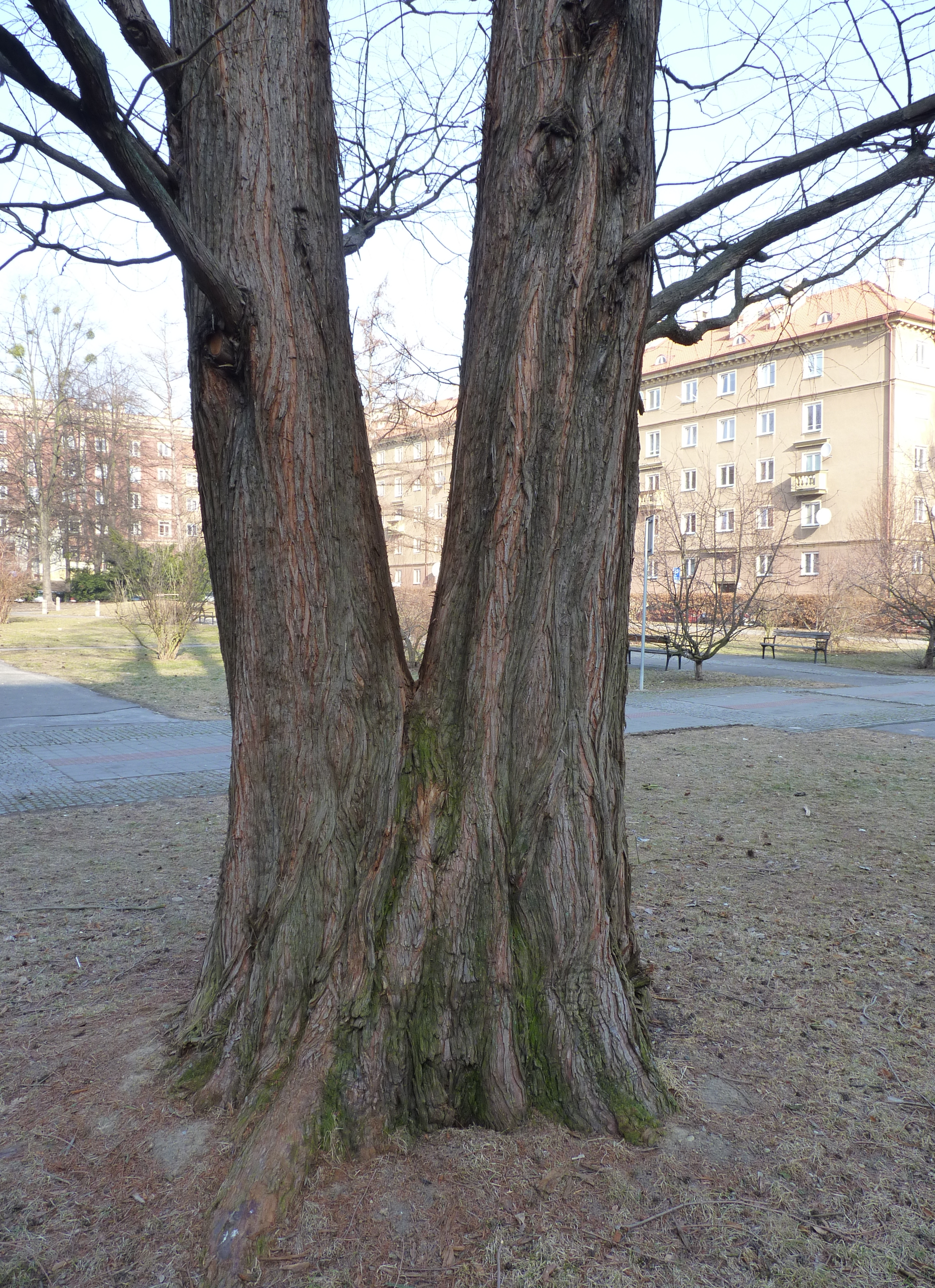
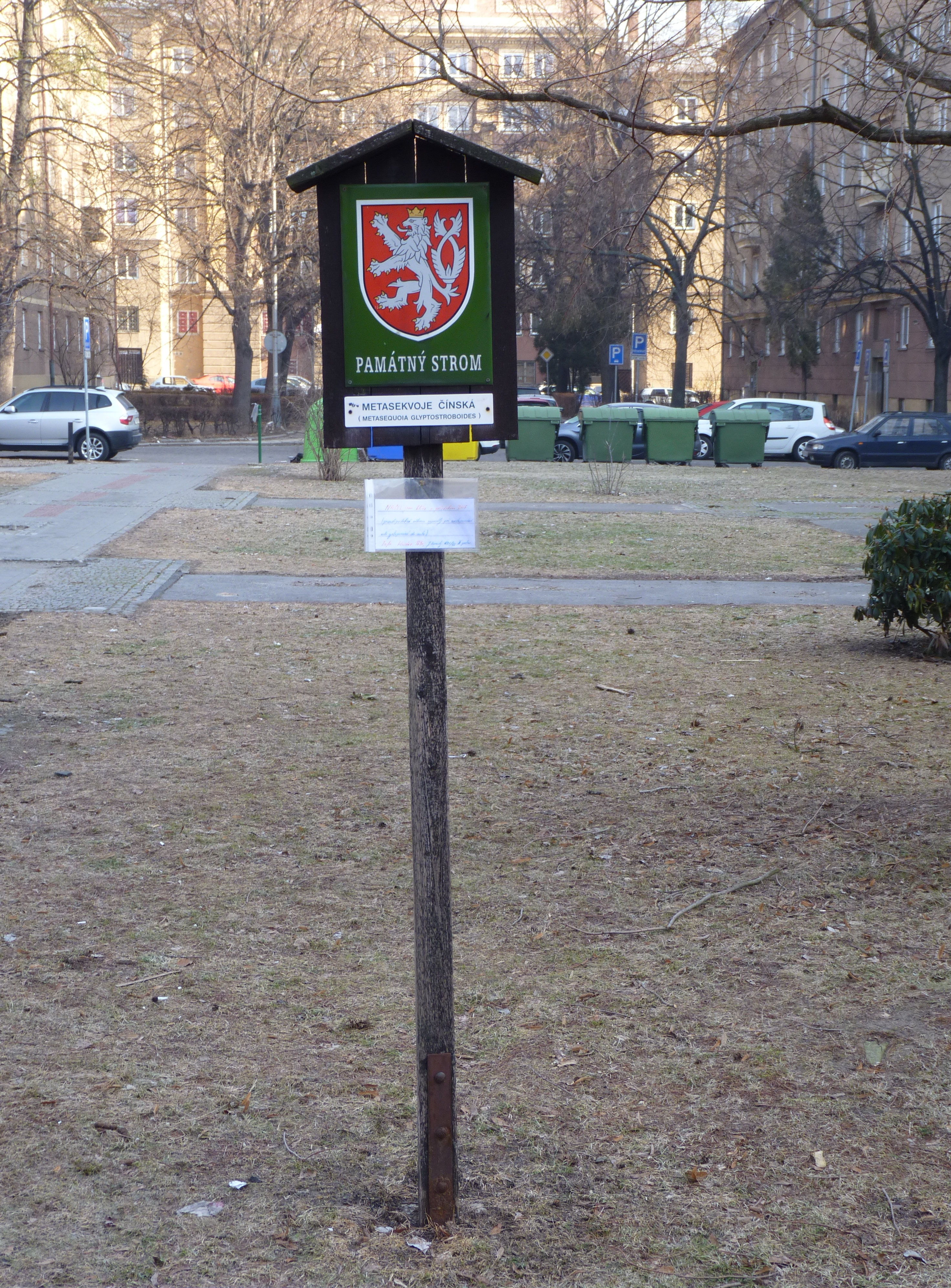